# All Together Now
«All Together Now» (с англ. — «Теперь все вместе») — песня группы «Битлз», написанная большей частью Полом Маккартни (приписана Леннону и Маккартни). Композиция была записана во время студийной работы над альбомом Magical Mystery Tour, однако была выпущена позже: она вошла в саундтрек мультфильма «Жёлтая подводная лодка» и позднее была выпущена в составе альбома Yellow Submarine. В 1972 году песня была выпущена также в формате сингла с песней «Hey Bulldog» на стороне «Б».
Маккартни описал песню как детское «Пойте с нами!», основная фраза из которого была навеяна традиционным приглашением аудитории присоединиться к исполнителю. Согласно музыкальному критику Тому Магиннизу (обозревателю AllMusic), Маккартни написал эту песню «для соответствия с беззаботным настроением песни „Yellow Submarine“».
В фильме «Жёлтая подводная лодка» песня звучит дважды: в мультипликационном фрагменте и в конце фильма (при этом на экране приводится перевод фразы «All together now» на разные языки).

## Запись песни
Песня была записана 12 мая 1967 года на студии «Эбби Роуд», однако не была выпущена до 13 января 1969 года. Джордж Мартин в день записи отсутствовал в студии, поэтому общее руководство осуществлялось звукооператором Джеффом Эмериком. Песня была записана менее, чем за шесть часов; в общей сложности было записано девять дублей, последний из которых был сочтён лучшим; к нему были дозаписаны отдельные партии.
В записи участвовали:
- Пол Маккартни — основной вокал, бас-гитара, хлопки
- Джон Леннон — дважды записанный и сведённый основной вокал (в средней секции), укулеле, губная гармоника, хлопки
- Джордж Харрисон — подголоски, акустическая гитара, хлопки
- Ринго Старр — подголоски, ударные, сагаты, хлопки

Марк Льюисон отмечает, что фоновый гомон, имитирующий шум вечеринки, создавался «всеми, кто только находился поблизости».

## Кавер-версии
«All Together Now» перепевалась многими исполнителями, в том числе:
- Версии, предназначенные для детей, были выпущены группами Sugar Beats[7], Bingo Kids[8] и другими[9][10].
- Немецкая группа Joy Unlimited записала тяжёлую фанк-роковую версию песни, которую музыкальный обозреватель AllMusic Ричи Антербергер описал как «странную и невразумительную кавер-версию»[11].
- Кенни Логгинс включил кавер-версию песни в свой альбом All Join In (2009).
- В 2011 году песня использовалась компаниями Sprint Nextel (США) и Optimus Telecomunicações (Португалия) в рекламных целях.
- Вскоре после выхода песня стала довольно популярной среди болельщиков на футбольных матчах[5][12].

## Примечание
1. ↑  Такой перевод для английского sing-alone приводится в словаре «Американа-II» (англо-русский лингвострановедческий словарь под ред. Г. В. Чернова).